# Avril 1870

## Événements
- Algérie : une expédition conduite dans le Sud-Oranais par le général de Wimpffen porte un sérieux coup à la rébellion.

- 11 avril : assassinat de Justo José de Urquiza, signifiant la disparition de l’opposition fédérale en Argentine. Début d'un processus chaotique d’unification nationale (fin en 1880).

- 12 avril : cabinet libéral Potocki en Autriche-Hongrie.
- 20 avril, France : un sénatus-consulte met en œuvre une véritable Constitution pour un empire libéral.
  - L'empereur garde le droit de renvoyer les ministres responsables, mais il ne préside plus le Sénat ni le Conseil d'État.
  - L'Empereur ne peut nommer plus de vingt sénateurs en un an et le nombre des sénateurs ne peut excéder les deux tiers de celui des membres du Corps législatif.
  - Le Sénat ne garde plus qu'une attribution, celle de discuter et de voter les projets de loi, concurremment avec le Corps législatif. Il est nommé pour au moins six ans.
  - Le droit de pétition s'exerce auprès du Corps législatif et du Sénat. Le droit d'amendement n'est plus soumis au contrôle du Conseil d'État.
- 25 avril : 
  - Fin de la Rébellion de la rivière Rouge au Canada. Louis Riel s'enfuit aux États-Unis.
  - Louis Riel s'enfuit aux États-Unis.
- 27 avril : coup d’État au Costa Rica. Tomás Guardia prend le pouvoir (1870-1882).

## Naissances
- 10 avril: Vladimir Ilitch Lénine, révolutionnaire et homme d’État russe († 21 janvier 1924).
- 15 avril : Mina Hubbard, exploratrice canadienne († 4 mai 1956).
- 22 avril (calendrier Géorgien): Vladimir Ilitch Lénine, révolutionnaire et homme d’État russe († 21 janvier 1924).
- 28 avril :
  - Cecil Aldin, peintre et illustrateur anglais († 6 janvier 1935).
  - Antonio Reverte, matador espagnol († 13 septembre 1903).
- 30 avril : Franz Lehar, compositeur autrichien († 24 octobre 1948).

## Décès
- 26 avril : William-Henry Blaauw, antiquaire anglais.
- 30 avril : Thomas Cooke, évêque de Trois-Rivières.